# Risk of Rain
Risk of Rain est un jeu de type roguelike et shooter/plateformer, développé par le studio indépendant Hopoo Games, sorti le 8 novembre 2013 sur Windows, puis sur Linux et macOS le 28 octobre 2014,. Un portage sur PlayStation 4 et PlayStation Vita a été réalisé en mai 2016.
Il a pour suite Risk of Rain 2.

## Système de jeu
Le jeu permet de jouer seul ou jusqu'à 4 joueurs en ligne. Le jeu n'avait pas été développé avec un mode multijoueur en tête, une refonte du code de programmation a donc été nécessaire pour permettre ce mode de jeu. Ce développement a été rendu possible par Matthew Griffin de Yeti Trunk, qui a coopéré avec les développeurs à l'occasion de l'ajout du mode multijoueur.
Le joueur doit traverser différents niveaux sélectionnés et générés aléatoirement. L'objectif est d'atteindre un téléporteur à la fin de chaque niveau pour pouvoir progresser vers le prochain. Plus le temps passe et plus le jeu devient difficile ; une jauge à la droite de l’écran indique le niveau de difficulté actuelle. Cependant, plus le joueur passe de temps dans un niveau, plus il a l'occasion de récupérer des améliorations et ainsi de renforcer son personnage. La recherche permanente d'améliorations est ainsi le point central du jeu. Pour terminer un niveau, le joueur doit trouver et activer un téléporteur. Il devra alors survivre pendant un certain temps durant lequel il devra tuer un boss et des vagues d'ennemis qui l'attaqueront en continu.
Tuer des ennemis est la principale façon d'obtenir de l'expérience et de l'argent, qui permettent à leur tour d'augmenter la puissance du personnage. L'expérience permet d'augmenter le niveau du personnage, ce qui élargit sa jauge de vie et augmente les dégâts qu'il inflige. L'argent permet l'obtention d'objets qui procurent un effet passif ou actif au personnage. Il est à noter que la puissance des ennemis rencontrés augmente proportionnellement au temps qui passe, ce qui augmente leurs jauges de vie et leurs dégâts.

## Développement
Amis depuis l'école élémentaire, Duncan Drummond et Paul Morse décident de développer un jeu vidéo, alors qu'il sont étudiants à l'Université de Washington. Au début pensé comme un tower defense, Risk of Rain reprend finalement les mécaniques qu'ils connaissent et apprécient en tant que joueurs et devient donc un jeu de plate-formes avec des éléments de rogue-like. La singularité du jeu étant l'augmentation de la difficulté au fil du temps.
Durant les premiers mois, les deux étudiants se satisfont de 100 dollars pour développer leur jeu. Cependant, le jeu manquant de finitions, ils décident de lancer une campagne de financement participatif sur Kickstarter en avril 2013, sous le nom d'Hopoo Games. Alors qu'ils visaient une collecte de 7 000 $, ils en récoltent 30 000 en seulement 4 jours, grâce au soutien de 1 690 donateurs. Avec cet argent, Duncan et Paul engagent Chris Christodoulou pour la bande-son, prennent un abonnement GameMaker et peaufinent le jeu. Cette campagne attire également l'entreprise Chucklefish, qui, en plus d'éditer le jeu et d'héberger leur site et leur forum officiels, les dirigent vers le développeur Matthew Griffin. Celui-ci rejoint alors Hopoo Games, permettant le support d'un mode multijoueur en ligne. 
Après presque 1 an de développement, Risk of Rain sort le 8 novembre 2013,.

## Parution
La compagnie de développement de jeux vidéos Gearbox Software a fait l'acquisition des droits de Risk of Rain en 2022.
Une nouvelle version de Risk of Rain a été développée par Hopoo Games et Gearbox Software. Cette version, intitulée Risk of Rain Returns, a été rendue disponible le 8 novembre 2023 sur Windows et Nintendo Switch. Les ajouts incluent de nouveaux graphiques, un code de programmation renouvelé, de nouvelles musiques par le compositeur Chris Christodoulou, une plateforme d'accès multijoueur réinventée et de nouveaux personnages, objets et ennemis.

## Accueil
Risk of Rain a été l'un des vainqueurs du Student Showcase de l'Independent Games Festival en 2014 et a par la suite gagné le Student Prize Award,. Plus de 3 millions de copies du jeu ont été vendues.